# Зубчатый край
Зубчатый край (ora serrata) — переход зрительной части сетчатки (pars optica retinae) в слепую часть сетчатки (pars caeca retinae, лат. caecus— слепой), которая покрывает цилиарное тело и радужку. Зубчатый край совпадает также с местом перехода хориоидеи в цилиарное тело. Зубчатый край расположен примерно на 8,5 мм сзади лимба.
Только в этом месте внешние и внутренние слои сетчатки плотно соединены между собой, в других — слабо. Это создает предпосылки для отслоения сетчатки.
Пигментный эпителий сетчатки и внешняя пограничная мембрана переходят в ткань цилиарного тела. Другие слои сетчатки соответствуют в этом месте непигментному эпителию, который также покрывает цилиарное тело и отвечает за синтез водянистой влаги.